# Passy (Saona i Loara)
Passy – miejscowość i gmina we Francji, w regionie Burgundia-Franche-Comté, w departamencie Saona i Loara.
Według danych na rok 1990 gminę zamieszkiwało 68 osób, a gęstość zaludnienia wynosiła 16 osób/km² (wśród 2044 gmin Burgundii Passy plasuje się na 842. miejscu pod względem liczby ludności, natomiast pod względem powierzchni na miejscu 1277.).